# Hesperophasma
Hesperophasma is een geslacht van Phasmatodea uit de familie Pseudophasmatidae. De wetenschappelijke naam van dit geslacht is voor het eerst geldig gepubliceerd in 1901 door Rehn.

## Soorten
Het geslacht Hesperophasma omvat de volgende soorten:
- Hesperophasma cordiferum Rehn, 1938
- Hesperophasma lobatum (Redtenbacher, 1908)
- Hesperophasma lyratum (Bolívar, 1888)
- Hesperophasma pavisae Langlois & Lelong, 1998
- Hesperophasma planulum (Westwood, 1859)
- Hesperophasma saussurei (Bolívar, 1888)